# أتيلا سارال
أتيلا سارال (بالتركية: Atilla Saral)‏ هو ممثل تركي عمل كعارض أزياء منذ عام 1987، قبل أن ينتقل إلى مجال الفن حيث شارك في عدة مسلسلات وأفلام تركية.

## مسلسلاته
| اسمم المسلسل     | السنة       | اسمه فيه       |
| ---------------- | ----------- | -------------- |
| İki Kızkardeş    | 1992        | Serdar         |
| Geceler          | 1993        | Tarık          |
| Gizli Aşk        | 1995        | Faruk Eroğlu   |
| Böylemi Olacaktı | 1997        | Murat Akman    |
| Gelin            | 2003        | Bedrettin      |
| Şöhret           | 2005 - 2006 | Tuğra Soygüder |
| Son Cellat       | 2008        | Yusuf İlhan    |

لعب دور وائل في مسلسل الشهرة

## وصلات خارجية
- (بالتركية) أتيلا سارال، موقع SinemaTurk.com
- محبي أتيلا سارال أتيلا سارال  على فيسبوك.على فيسبوك
- أتيلا سارال على موقع IMDb (الإنجليزية)
- أتيلا سارال على موقع قاعدة بيانات الفيلم (الإنجليزية)